# متیو گنت
متیو گنت (انگلیسی: Matthew Ghent؛ زادهٔ ۵ سپتامبر ۱۹۸۰) بازیکن فوتبال اهل بریتانیا است.
از باشگاه‌هایی که در آن بازی کرده‌است می‌توان به باشگاه فوتبال بارنزلی، باشگاه فوتبال استون ویلا، باشگاه فوتبال لینکولن سیتی، باشگاه فوتبال تاموورث، باشگاه فوتبال فارست گرین راورز، و باشگاه فوتبال سولیهال مورس اشاره کرد.
وی همچنین در تیم‌های ملی فوتبال England national under-16 football team و زیر ۱۸ سال انگلستان بازی کرده‌است.